# Amblyglyphidodon flavilatus
Amblyglyphidodon flavilatus és una espècie de peix de la família dels pomacèntrids i de l'ordre dels perciformes.
Els mascles poden assolir els 10 cm de longitud total.
Es troba al Mar Roig i al Golf d'Aden.